# Хайнозавр
Хайнозавр (Hainosaurus) — рід вимерлих плазунів підряду ящірок підродини Тилозаврові родини Мозазаври. Мав 3 види. Мешкали у Крейдяний період 86,3-66 млн років тому.

## Опис
Загальна довжина представників роду коливалася від 12 до 15 м, заввишки 2 м, вагою 22-25 т. Довжина черепа сягала близько 1,5 м. Він є найближчим родичем північноамериканського тилозавра, від якого відрізнявся набагато більшою довжиною носових отворів, а також більш подовженим тулубом. Хребет складався більше ніж з 53 хребців, рахуючи від голови до початку хвоста, хвіст був коротше тулуба. Кінчик ростра був позбавлений зубів, раніше навіть передбачалося, що він міг використовуватися як таран, але рост виявився заслабкий, а легкий череп суперечить цьому висновку. Зуби хайнозавра були сплощеними, з двома ріжучими крайками. Як і у сучасних акул, на місці старих, зношених зубів хайнозавра швидко виростали нові — гострі та міцні. На небі мався додатковий рядок зубів — пастка для дрібної риби.

## Спосіб життя
Гарно плавав та пірнав, значну частину проводив у товщі води. Хайнозавр був агресивним і активним хижаком. Живився рибами, морськими черепахами, амонітами, молюсками. іхтіозаврами, акулами.
Були живородними.

## Розповсюдження
Відкритий і названий в 1882 році на честь бельгійської річки Хайна. Також рештки знайдені в інших частинах Європи та у Північній Америці.

## Види
Hainosaurus bernardi — є типовим виглядом. Мешкав на території нинішньої Бельгії та Франції.
Hainosaurus pembinensis — американський різновид, описаний Е.Ніколлс в 1988 році за останками з Канади. Є повний скелет, на прізвисько «Брюс», що зберігається в Манітобі.
Hainosaurus gaudryi—- цей вид був описаний в 1896 році М.Тевеніном, був названий на честь французького вченого Альберта Годри. Вид мешкав на території Франції.